# Jozef De Kesel
Jozef De Kesel, né le 17 juin 1947 à Gand, est un prêtre catholique belge, cardinal et archevêque de l'archidiocèse de Malines-Bruxelles du 6 novembre 2015 au 22 juin 2023, lorsqu'il est remplacé par Luc Terlinden, jusque là vicaire général de l'archidiocèse.
Il a été le 26e évêque de Bruges du 25 juin 2010 au 6 novembre 2015, il a précédemment occupé pendant huit ans les fonctions d'évêque auxiliaire de l'archidiocèse de Malines-Bruxelles pour le vicariat de Bruxelles, puis, en 2010, pour quelques semaines, celles d'évêque auxiliaire pour le vicariat de Malines et du Brabant flamand. Il a en tant qu'évêque auxiliaire également été évêque titulaire de Bulna (de).

## Biographie

### Formation et professorat
Cinquième enfant d'une famille d'Adegem qui en compte neuf, Jozef De Kesel est né à Gand en 1947. Il effectue ses études secondaires au Collège Saint-Vincent d’Eeklo avant d'entrer au séminaire, en septembre 1965. Candidat en Philosophie et Lettres de l’université catholique de Louvain, il poursuit, entre 1968 et 1972, sa formation à l’université pontificale grégorienne de Rome dont il est licencié en théologie.
Jozef De Kesel est ordonné prêtre le 26 août 1972 avant d'enseigner la religion catholique dans son ancien collège à Eeklo où il est chargé de la théologie pastorale scolaire. En 1977, il présente une thèse de doctorat portant sur la question du Jésus historique dans la théologie de Rudolf Bultmann. À partir de cette même année et pendant 5 ans, il donne des cours à l'école supérieure sociale de Gand (Sociale Hogeschool Gent).
À partir de 1980, il enseigne au Grand séminaire de Gand où il professe la théologie dogmatique et la théologie fondamentale jusqu'en 1996. Jozef De Kesel est en outre chargé de cours à la Katholieke Universiteit Leuven entre 1989 et 1992. Après avoir également enseigné à l'Institut supérieur de sciences religieuses de Gand, il en devient président.

### Évêque auxiliaire de Bruxelles
En 1992, il est nommé vicaire épiscopal chargé de la formation théologique et pastorale, ainsi que de l'œcuménisme, avant d'accéder, le 20 mars 2002 à la fonction d'évêque auxiliaire de Malines-Bruxelles et évêque titulaire de Bulna.
En mars 2010, le primat de Belgique André Léonard, archevêque de Malines-Bruxelles, lui confie en tant qu'évêque auxiliaire, la charge du vicariat du Brabant flamand et de Malines.

### Évêque de Bruges
Le 25 juin 2010, le pape Benoît XVI nomme ce proche de l'ancien primat de Belgique, le cardinal Danneels, à la tête du diocèse de Bruges dont il devient le 26e évêque en succédant à Roger Vangheluwe, démissionnaire à la suite de son implication dans une affaire d'abus sexuels sur mineurs. L'annonce de sa nomination intervient dans une période de crise de l'épiscopat belge alors que la justice belge perquisitionne l'archevêché dans le cadre d'enquêtes sur de telles affaires au sein de l'Église catholique.
En juin 2014, il se déclare « sans voix » à la suite de l'enquête judiciaire portant sur un diacre de Wevelgem, accusé d’euthanasie sur une dizaine de patients de l’hôpital de Menin.

### Primat de Belgique
Il est nommé archevêque de l'archidiocèse de Malines-Bruxelles et évêque aux Forces armées belges le 6 novembre 2015. 
Il prend possession de son siège le 12 décembre 2015, en présence de centaines de fidèles et de plus de 250 invités, dont le roi Philippe et la reine Mathilde. 
Dans sa première homélie en tant qu'archevêque, il affirme vouloir d'une Église plus ouverte et appelle les chrétiens à « être attentifs aux pauvres, aux personnes les plus vulnérables, en particulier celles qui fuient les guerres et les violences ».
Quelques jours plus tard, il déclare au quotidien néerlandophone Het Belang van Limburg que les hôpitaux catholiques avaient le droit de refuser de pratiquer l'avortement ou l'euthanasie.
Le 17 juin 2022, atteint par la limite d'âge, il présente sa démission en tant qu’archevêque de Malines-Bruxelles.

### Cardinal

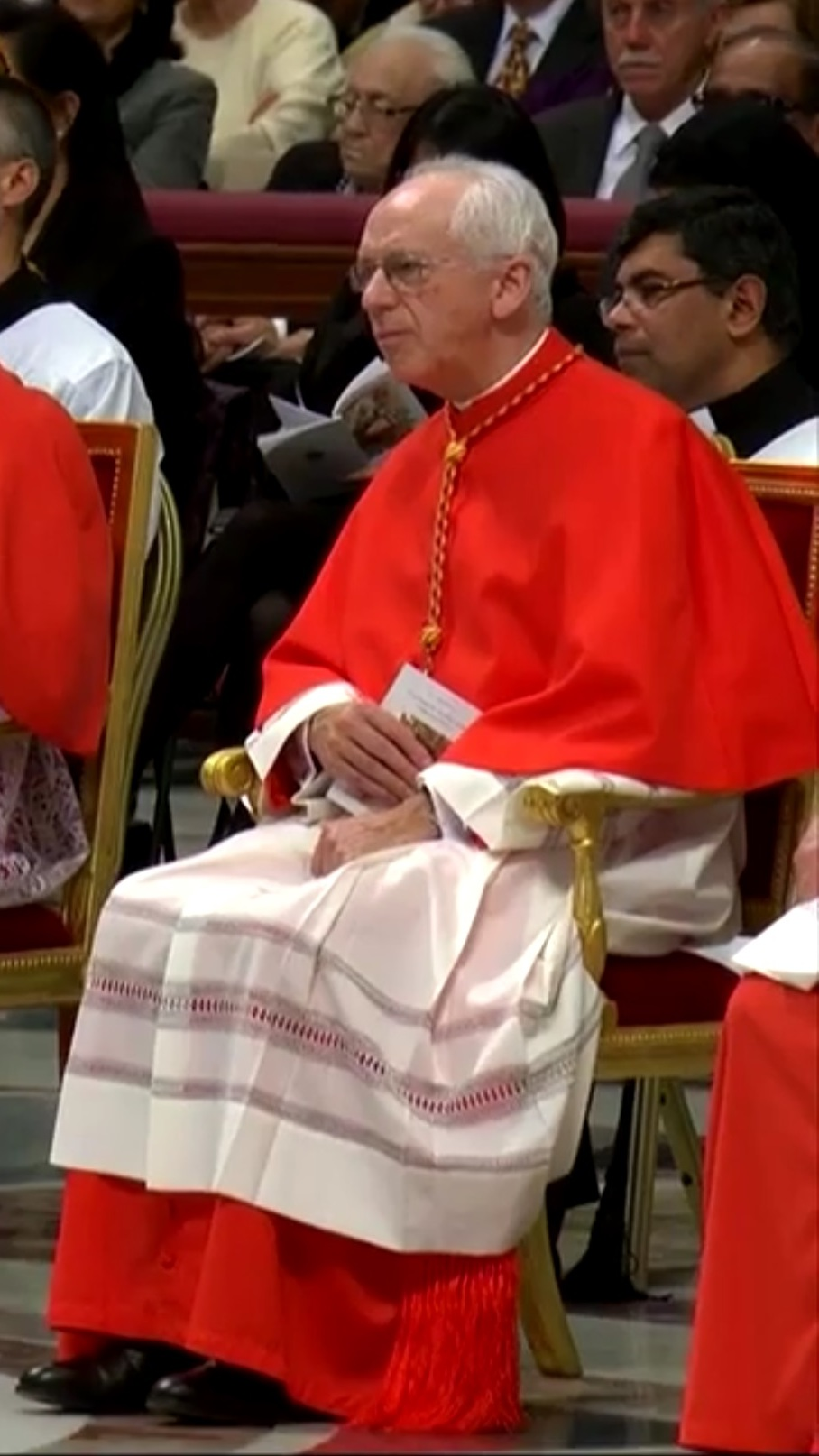
De Kesel au cours du consistoire de sa création cardinalice

Le 19 novembre 2016, le pape François le crée cardinal lors d'un consistoire, avec le titre de cardinal-prêtre des Saint-Jean-Saint-Paul. Il est installé dans sa paroisse cardinalice le 25 mars 2017. L'année suivante, il se dit favorable à une cérémonie pour les unions homosexuelles à travers une célébration de prière qui scellerait de telles unions.
Il participe au conclave de 2025 qui voit l'élection de Léon XIV.

## Affaires judiciaires
En juin 2024, le tribunal de première instance de Malines le condamne à une amende 1500 euros de dédommagement pour avoir refusé à une femme l'accès au diaconat,.
En novembre 2024, De Kesel est renvoyés devant le tribunal correctionnel où il devra répondre de diffamation et violation du secret professionnel à la suite d'une plainte déposée en 2020. Celle ci concernait une prêtre axillaire, qui estimait que sa hiérarchie avait divulgué sa vie intime et assombri sa personnalité.

## Prises de position
En septembre 2010, alors évêque de Bruges, il soulève la question du maintien du caractère obligatoire du célibat des prêtres, estimant notamment que les « personnes pour lesquelles le célibat est humainement impossible à respecter devraient aussi avoir la chance de devenir prêtre ». Cet avis est appuyé quelques jours plus tard par les évêques d'Hasselt, Patrick Hoogmartens, et d'Anvers, Johan Bonny.
Fin décembre 2015, peu après sa prise de fonction comme archevêque de Malines-Bruxelles, il se déclare favorable à la dimension institutionnelle de la clause de conscience pour les hôpitaux sur des sujets éthiques comme l'avortement et l'euthanasie.

## Ordinations
- Lode Van Hecke, Évêque de Gand.
- Lode Aerts, Évêque de Bruges.
- Koen Vanhoutte (nl), Évêque titulaire de Thagora (de).
- Gustaaf Joos, Évêque titulaire d'Ypres.